# Прядивні і волокнисті рослини

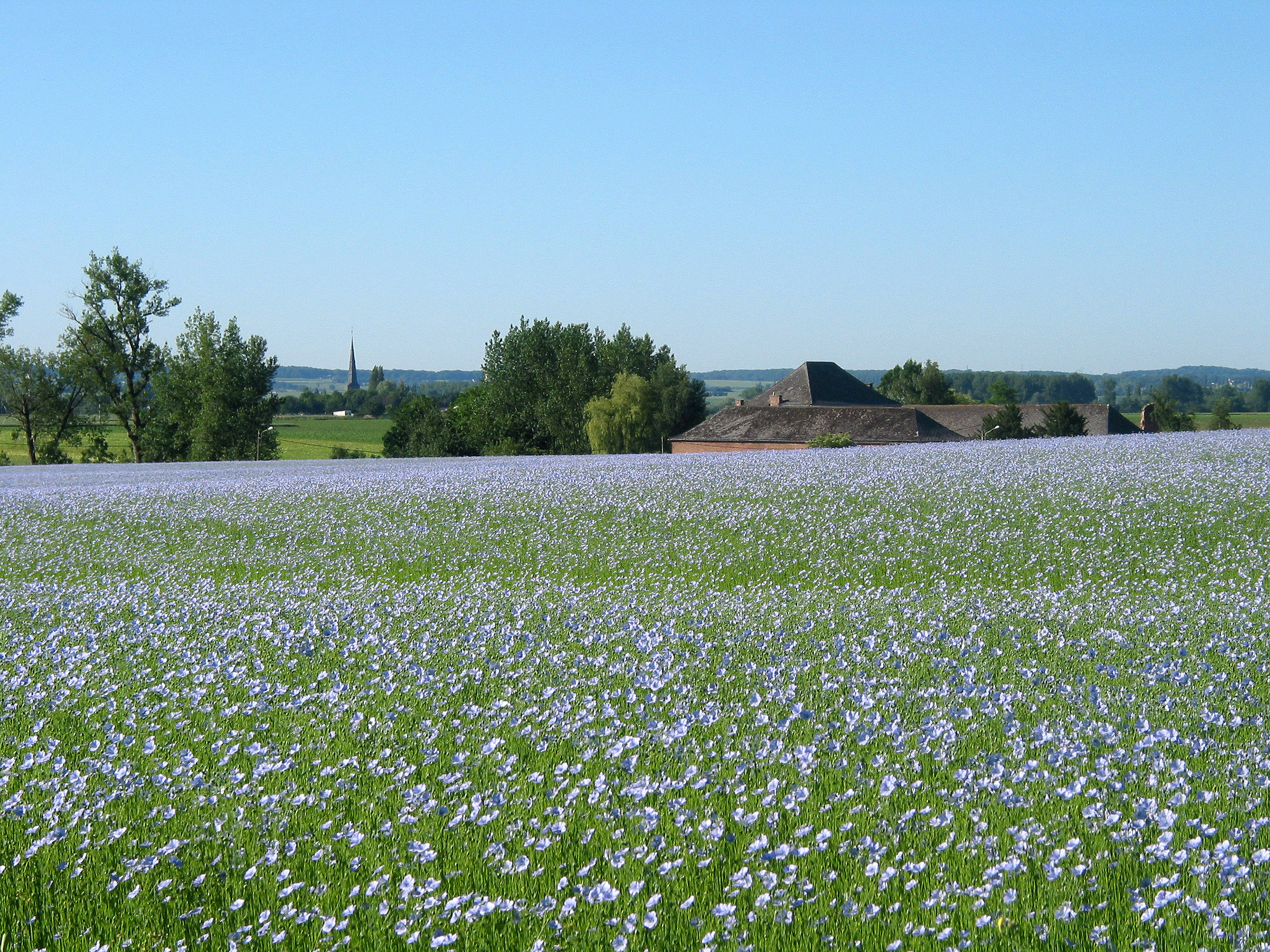
Поле квітучого льону

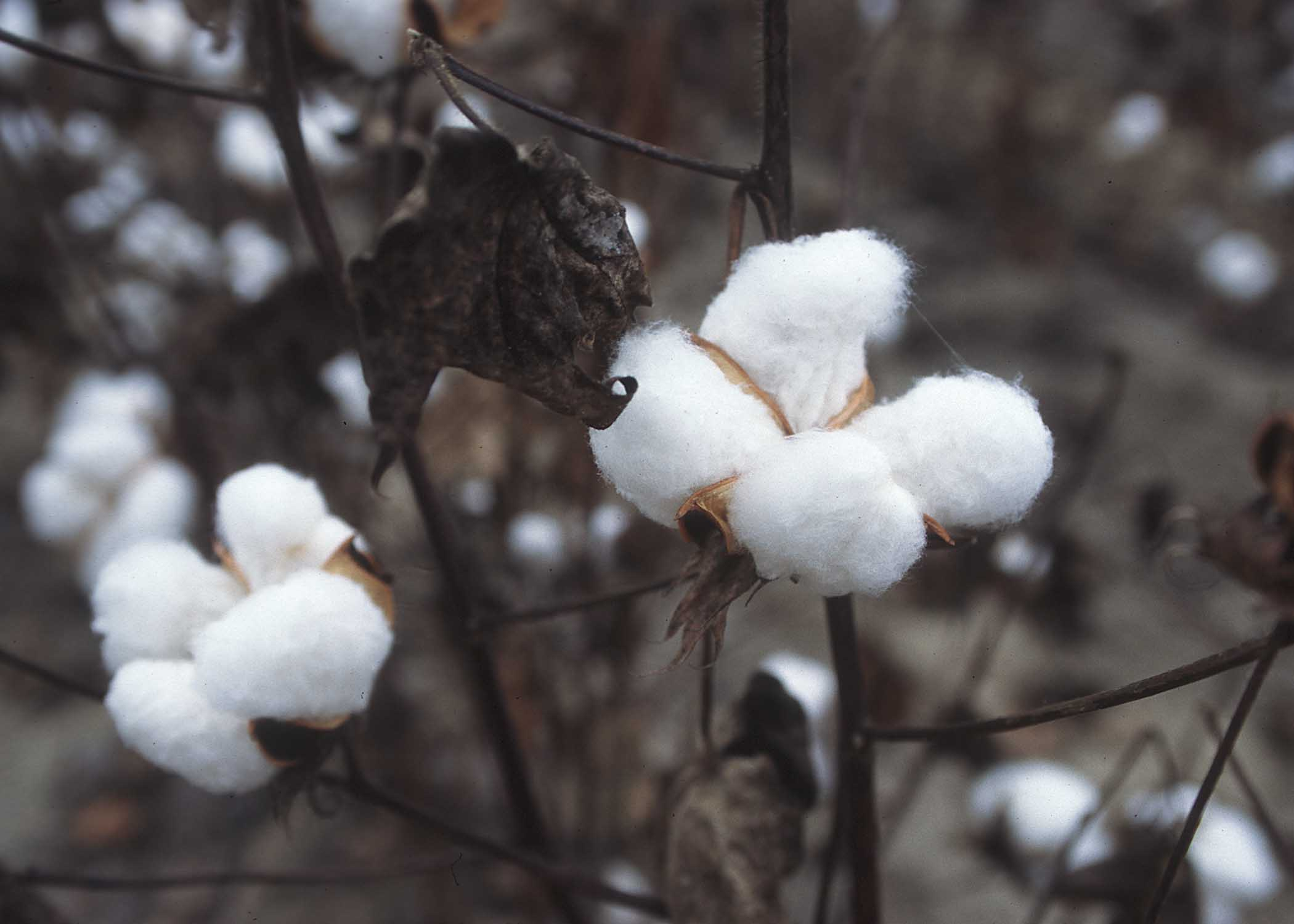
Бавовник, дозрілий для збирання

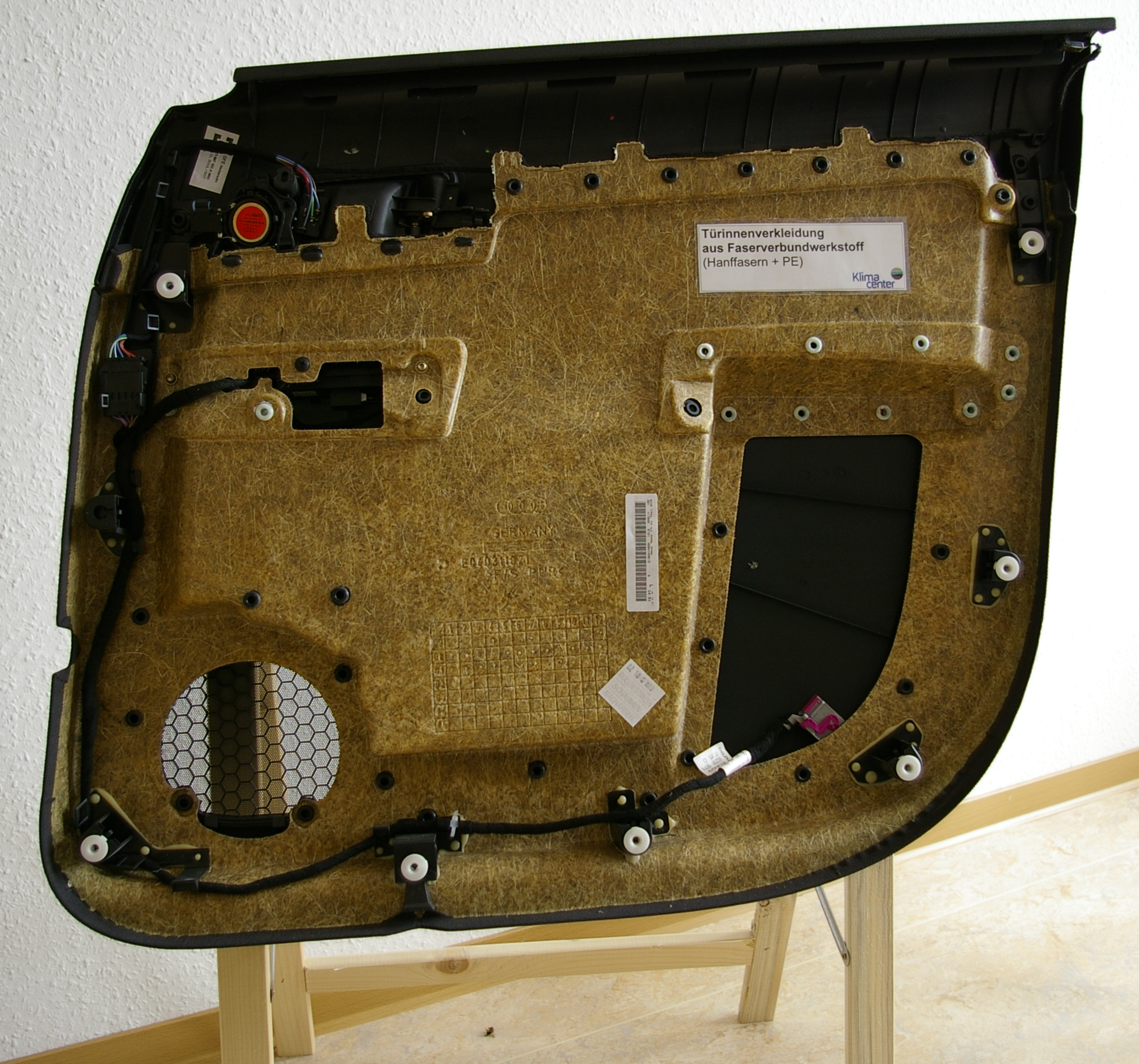
Дверна підкладка зроблена з пластику армованого конопляним волокном (матриця поліетилен ПЕ)

Пряди́вні та волокнисті рослини — рослини, з яких одержують волокно для текстильноджутової та інших галузей промисловості. Луб'яні волокна отримують зі стебел і листя рослин. Прядивні культури належать до групи технічних культур.
На земній кулі росте до двох тисяч волокнистих рослин, використовують близько 600 видів, проте менш ніж два десятки із них використовується для виробництва тонких тканин.
Прядивні культури класифікують на три групи: рослини, з яких отримують вільні волоски, що вкривають насіння (бавовник), рослини, які містять волокно в луб'яному шарі кори стебла (льон, коноплі, джут, кенаф, канатник), рослини, у яких джерелом волокна є листки (новозеландський льон, агава).
У світовому виробництві найбільше вирощуються бавовник, джут, льон-довгунець і коноплі.
В Україні поширені льон-довгунець і коноплі; у 1930 — 1940-их роках чимале значення мав бавовник і деяке кенаф, але з 1950-их pp. їх не культивують.
Прикладами є:
бамія, бавовна, кудзу, кропива, окра, рамі (китайська кропива), ротанг, сизаль, хаменерій вузьколистий, кендир, кенаф, канатник, льон, коноплі, джут і ін..